# 14080 Геппенгайм
14080 Геппенгайм (14080 Heppenheim) — астероїд головного поясу, відкритий 1 квітня 1997 року.
Тіссеранів параметр щодо Юпітера — 3,535.